# Stanisław Czerczesow
Stanisław Sałamowicz Czerczesow (ros. Станислав Саламович Черчесов, oset. Черчесты Саламы фырт Станислав, Czerczesty Sałamy fyrt Stanisław; ur. 2 września 1963 w Ałagirze, Osetia Północna) – rosyjski piłkarz, trener i działacz piłkarski, pochodzenia osetyjskiego.
Wychowanek Spartaka Ordżonikidze. Większość kariery spędził w Spartaku Moskwa, z którym zdobył łącznie cztery tytuły mistrza kraju oraz dotarł do ćwierćfinału Pucharu Mistrzów. Z reprezentacjami ZSRR, WNP i Rosji, w barwach których rozegrał łącznie 49 meczów, brał udział w mundialach 1994 i 2002 oraz Euro 1992 i 1996. Na wszystkich tych turniejach (oprócz Mundialu 2002, na który pojechał jako trzeci bramkarz) występował naprzemiennie z Dmitrijem Charinem, z którym w latach 90. rywalizował o miejsce w pierwszym składzie kadry. Po zakończeniu piłkarskiej kariery, rozpoczął pracę szkoleniową. Od lipca do listopada 2004 prowadził austriacki drugoligowy klub FC Kufstein. Następnie, od listopada 2004 do maja 2006 prowadził austriacki Wacker Tirol. W czerwcu 2006 powrócił do Spartaka Moskwa; początkowo pracował jako dyrektor sportowy, a od czerwca 2007 do sierpnia 2008, jako pierwszy trener. Następnie był trenerem takich drużyn jak Żemczużyna Soczi, Terek Grozny, Amkar Perm, Dinamo Moskwa oraz Legia Warszawa, z którą zdobył mistrzostwo i Puchar Polski.
11 sierpnia 2016 objął stanowisko selekcjonera reprezentacji Rosji. Prowadził Sborną w Pucharze Konfederacji 2017, a także dotarł z nią do ćwierćfinału Mistrzostw Świata 2018. Poprowadził również reprezentację w eliminacjach Mistrzostw Europy 2020, do których drużyna rosyjska zakwalifikowała się.

## Kariera piłkarska
Sportową przygodę rozpoczynał na początku lat 80. w Spartaku Ordżonikidze. Od 1984 (z przerwą na sezon 1988, kiedy bronił barw Lokomotiwu Moskwa) był bramkarzem Spartaku Moskwa, w którym łącznie grał przez jedenaście sezonów, zdobywając dwa razy mistrzostwo ZSRR i dwa razy mistrzostwo Rosji. Pierwszym bramkarzem moskiewskiego zespołu został dopiero w sezonie 1989, wcześniej przez kilka lat był zmiennikiem Rinata Dasajewa.
W reprezentacji Związku Radzieckiego zadebiutował w 1990, a po rozpadzie ZSRR grał w drużynie narodowej Rosji, w której przez całe lata 90. rywalizował o pozycję pierwszego bramkarza z Dmitrijem Charinem. Oleg Romancew, który był wówczas selekcjonerem kadry, długo nie mógł się zdecydować, który z nich powinien grać w podstawowej jedenastce. W czasie Mundialu 1994 dwa mecze rozegrał Charin, a raz na boisko wybiegł Czerczesow, zaś dwa lata później, na Euro 1996, było odwrotnie. W 1995 Czerczesow z Dynamem Drezno spadł z pierwszej ligi niemieckiej i powrócił na krótko do Spartaka.
W przerwie zimowej sezonu 1995/1996 przeniósł się do austriackiego Tirolu Innsbruck. W sezonie 2000/2001, w wieku trzydziestu ośmiu lat, został wybrany najlepszym bramkarzem ligi, a Tirol zdobył mistrzostwo kraju. Mimo iż od dwu lat nie występował już w reprezentacji, selekcjoner Romancew powołał go na Mistrzostwa Świata 2002. Kiedy w 2002 Tirol został zdegradowany do III ligi za brak płynności finansowej, Czerczesow powrócił do Spartaka, w którego barwach w sezonie 2002 występował jeszcze w Lidze Mistrzów. W tym samym roku zakończył karierę sportową. Miał wówczas 39 lat.
W reprezentacji Związku Radzieckiego i Wspólnoty Niepodległych Państw od 1990 do 1992 rozegrał 10 meczów. Był rezerwowym na Euro 1992. W reprezentacji Rosji od 1992 do 2000 roku rozegrał 39 meczów – start na Mundialu 1994 (faza grupowa, jeden mecz) i Euro 1996 (faza grupowa, dwa mecze), ponadto był rezerwowym na Mundialu 2002.

## Kariera trenera i działacza
Od lipca do listopada 2004 prowadził drugoligowy klub austriacki FC Kufstein. 9 listopada 2004 został szkoleniowcem pierwszoligowego FC Wacker Tirol. Pracował w nim do maja 2006.
Później powrócił do ojczyzny. W Spartaku Moskwa od czerwca 2006 pełnił obowiązki dyrektora sportowego. Dokładnie rok później zmienił Władimira Fiedotowa na stanowisku pierwszego trenera. W sierpniu 2008 został zdymisjonowany. 6 października 2015 został trenerem Legii Warszawa. Co ciekawe 6 grudnia 1995, Czerczesow wystąpił w barwach Spartaka Moskwa w meczu przeciw Legii, w Lidze Mistrzów, w sezonie 1995/1996. W pierwszym sezonie swojej pracy szkoleniowej w Legii zdobył z warszawskim zespołem krajowy dublet, uświetniając tym samym jubileusz 100-lecia istnienia klubu. 2 maja 2016 prowadzona przez niego ekipa pokonała w finale na Stadionie Narodowym w Warszawie 1:0 Lecha Poznań i sięgnęła po Puchar Polski, a niespełna dwa tygodnie później zdobyła Mistrzostwo Polski (odrabiając z nawiązką 10 punktową stratę do lidera). Były to pierwsze trofea w trenerskiej karierze Rosjanina. 31 maja 2016 roku, za porozumieniem stron, rozwiązał swój kontrakt z Legią Warszawa. 11 sierpnia 2016 został selekcjonerem reprezentacji Rosji. Reprezentacja pod jego wodzą awansowała do ćwierćfinału Mistrzostw Świata w Piłce Nożnej w 2018 roku, pokonując w 1/8 finału reprezentację Hiszpanii; w ćwierćfinale natomiast przegrała w serii rzutów karnych z Chorwacją. Po występie reprezentacji na Euro 2020, 8 lipca 2021, przestał pełnić funkcję selekcjonera reprezentacji Rosji. 20 grudnia został trenerem Ferencvárosi TC. 19 lipca 2023 został natychmiastowo zwolniony z posady trenera w Ferencvárosi TC po przegranej 3:0 z Klaksvíkar Ídróttarfelag

## Statystyki kariery

### Trenerskie
Aktualne na 20 lutego 2022.
| Zespół           | Od                  | Do               | Statystyka | Statystyka | Statystyka | Statystyka | Statystyka |
| Zespół           | Od                  | Do               | M          | W          | R          | P          | % W        |
| ---------------- | ------------------- | ---------------- | ---------- | ---------- | ---------- | ---------- | ---------- |
| FC Kufstein      | 1 stycznia 2004     | 8 listopada 2004 | 30         | 16         | 6          | 8          | 53,33      |
| Wacker Tirol     | 9 listopada 2004    | 1 czerwca 2006   | 59         | 18         | 20         | 21         | 30,51      |
| Spartak Moskwa   | 19 czerwca 2007     | 14 sierpnia 2008 | 47         | 25         | 14         | 8          | 53,19      |
| Żemczużyna Soczi | 16 grudnia 2010     | 6 sierpnia 2011  | 21         | 9          | 2          | 10         | 42,86      |
| Terek Grozny     | 27 września 2011    | 26 maja 2013     | 53         | 24         | 10         | 19         | 45,28      |
| Amkar Perm       | 17 czerwca 2013     | 8 kwietnia 2014  | 25         | 9          | 8          | 8          | 36,00      |
| Dinamo Moskwa    | 10 kwietnia 2014    | 13 lipca 2015    | 51         | 26         | 12         | 13         | 50,98      |
| Legia Warszawa   | 6 października 2015 | 1 czerwca 2016   | 35         | 23         | 6          | 6          | 65,71      |
| Rosja            | 11 sierpnia 2016    | 8 lipca 2021     | 57         | 24         | 13         | 20         | 42,11      |
| Ferencvárosi TC  | 20 grudnia 2021     | obecnie          | 6          | 3          | 1          | 2          | 50,00      |
| Łącznie          | Łącznie             | Łącznie          | 384        | 177        | 92         | 115        | 46,09      |

## Sukcesy

### Piłkarz
Spartak Moskwa
- Mistrzostwo ZSRR: 1987, 1989
- Mistrzostwo Rosji: 1992, 1993
- Puchar ZSRR: 1992

Tirol Innsbruck
- Mistrzostwo Austrii: 2000, 2001, 2002

### Trener
Legia Warszawa
- Mistrzostwo Polski: 2016
- Puchar Polski: 2016

Ferencvárosi TC
- Mistrzostwo Węgier: 2022
- Mistrzostwo Węgier: 2023
- Puchar Węgier: 2022

Reprezentacja Rosji
- Ćwierćfinał mistrzostw świata: 2018
- Awans do mistrzostw Europy 2020

### Odznaczenia
- Order Aleksandra Newskiego: 2018[potrzebny przypis]